# Kloster L’Escaladieu
Das Kloster L’Escaladieu (lateinisch Scala Dei = „Himmelsleiter“) war eine Zisterzienserabtei in der Gemeinde Bonnemazon im Département Hautes-Pyrénées der französischen Region Okzitanien. Es lag in der ehemaligen Provinz Bigorre rund 13 km nordöstlich von Bagnères-de-Bigorre und 20 km südöstlich von Tarbes am Oberlauf des Arros in der historischen Landschaft Bigorre nahe (4 km) beim Château de Mauvezin.

## Geschichte
Das Kloster entstand um das Jahr 1130 aus einer Gemeinde, die sich in Capdour am Fuß des Tourmalet gebildet hatte und gegen 1137 dem Kloster Morimond unterstellte. Im Jahr 1142 zog es an seinen endgültigen Ort um. Die Abtei genoss die Freigiebigkeit der Grafen von Bigorre, erwarb eine bedeutende Domäne und gründete zwölf Grangien. L’Escaladieu war an der spanischen Reconquista (Orden von Calatrava) und am Bau von Bastiden (u. a. Masseube) beteiligt und gründete zahlreiche Tochterklöster im heutigen Spanien. Die kriegerischen Ereignisse des 14. Jahrhunderts führten im Jahr 1377 zur weitgehenden Zerstörung der Abtei. 1508 wurde die Kommende eingeführt. In der zweiten Hälfte des 17. Jahrhunderts wurde die Kirche erneuert. Im 18. Jahrhundert wurde an der Stelle des Südarms des Querhauses ein im Obergeschoss achteckiger Turm errichtet. Das Renommee der Abtei war in den letzten Jahren ihres Bestehens nicht gut.
Während der Französischen Revolution wurde das Kloster, das nurmehr zehn Mönche zählte, aufgelöst (1790) und drei Jahre später an drei Händler aus Bordeaux verkauft. Um das Jahr 1825 wurde die Abtei teilweise abgebrochen. Von 1963 bis 1967 fanden Restaurierungsarbeiten statt, jedoch brach 1966 ein Brand aus und 1973 wurde die Abtei bei einer Überschwemmung des Adour in Mitleidenschaft gezogen. Im Jahr 1997 gelangte sie in das Eigentum des Départements, das eine sehenswerte Multimedia-Ausstellung zu Geschichte und Gegenwart des Zisterzienserordens, sowie des Klosters Escaladieu aufbaute.

## Bauten und Anlage
Die Klausur lag nördlich (links) von der zwischen 1142 und 1160 errichteten und im Jahr 1160 geweihten Kirche. Diese steht noch aufrecht, hat aber Fassade, Chor und Querschiff verloren. Sie entsprach weitgehend dem Plan der Kirche des Klosters Fontenay. Die Querhauskapellen waren durch einen schmalen Zwischenraum vom Chor getrennt (vgl. Baltinglass Abbey in Irland). Das fünfjochige Langhaus mit schmalen Seitenschiffen ist von einer Spitztonne überwölbt. Vom Kreuzgang sind noch Reste sichtbar. Im Ostflügel der Klausur ist der Kapitelsaal erhalten, der von vier zylindrischen Säulen in neun Joche (davon zum früheren Kreuzgang drei Halbjoche) mit Kreuzrippenwölbung aus Backstein geteilt wird. Im Obergeschoss liegen die Mönchszellen.

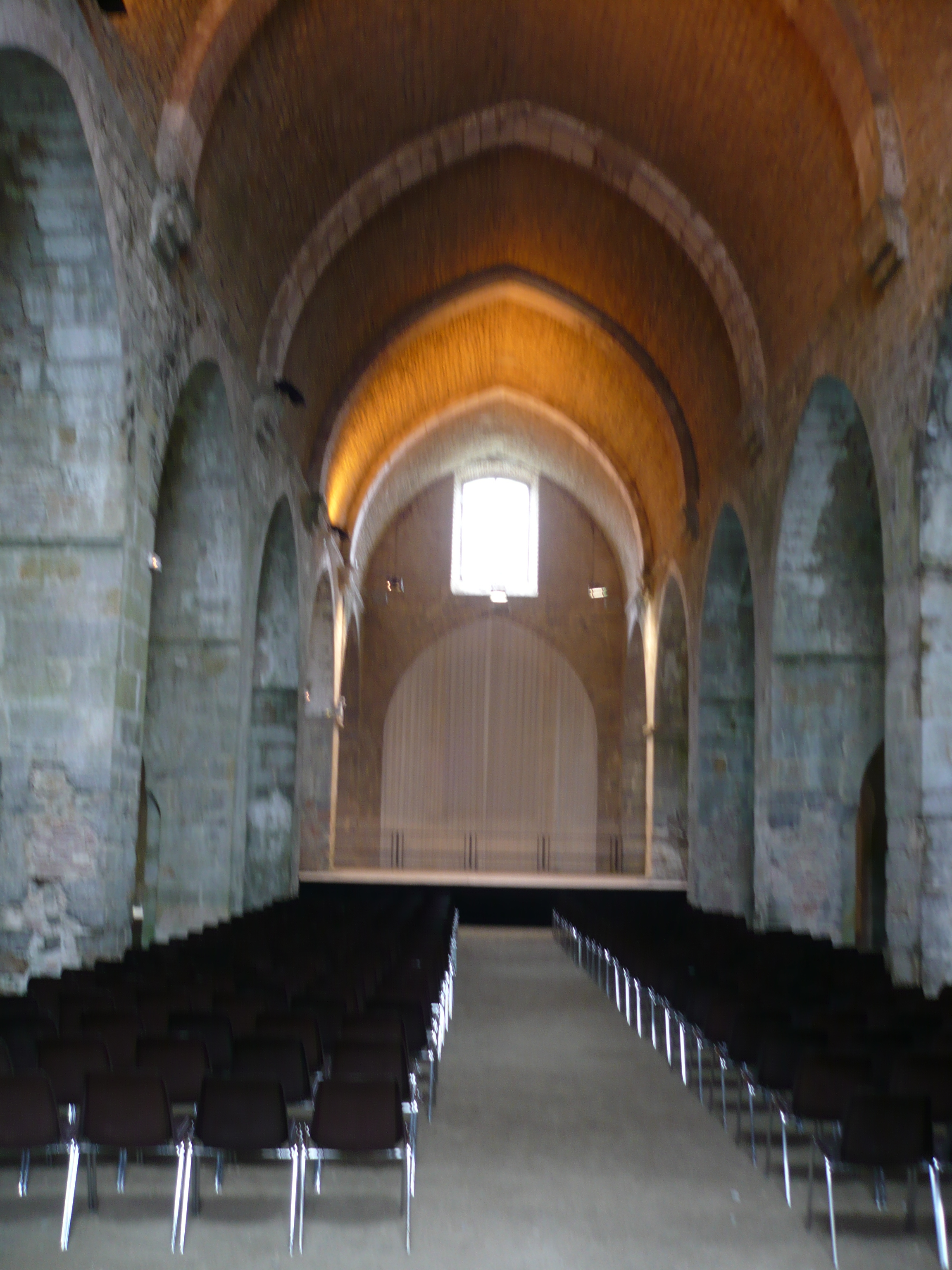
Klosterkirche
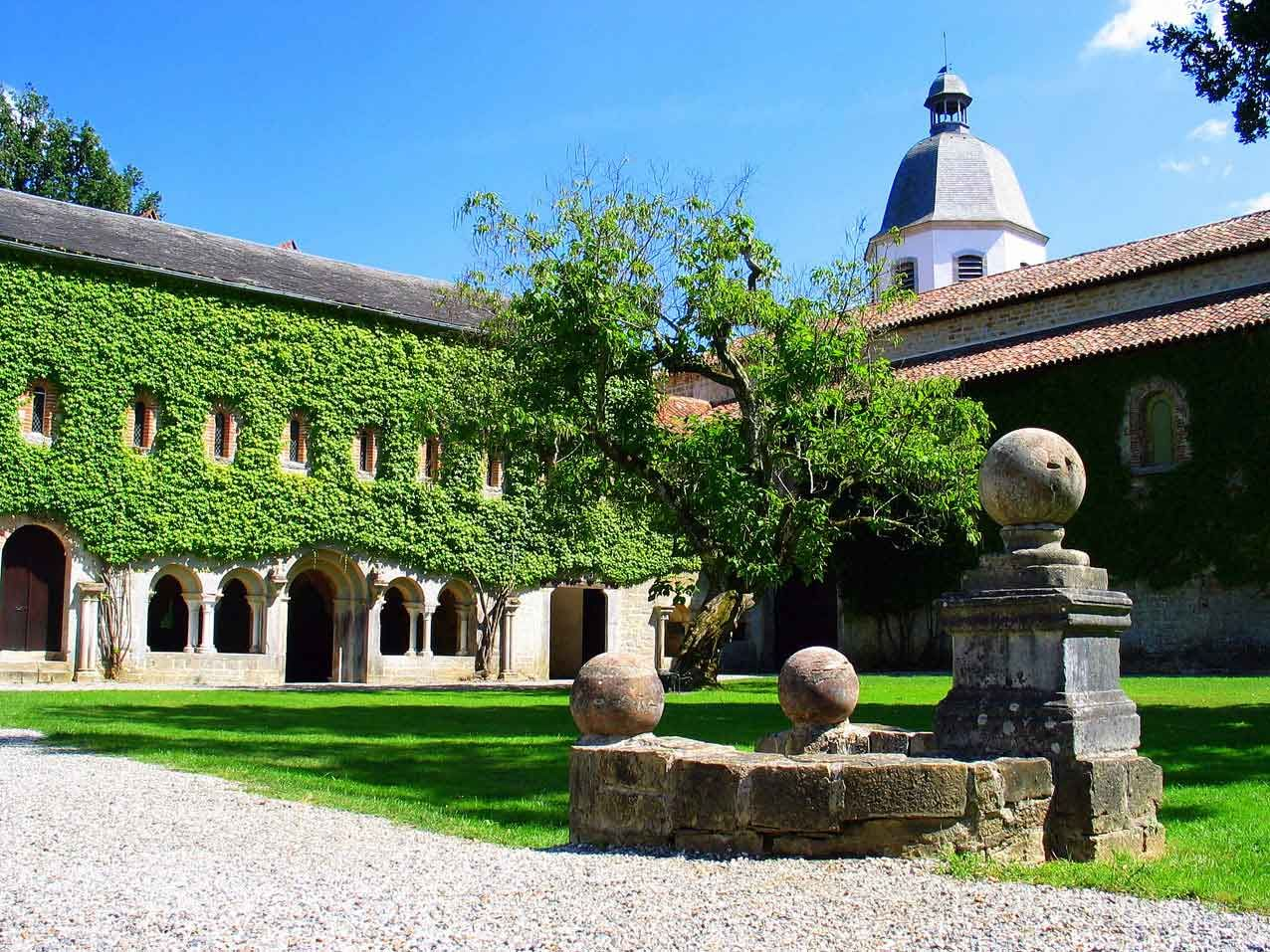
Rest des Kreuzgangs und Kirchturm
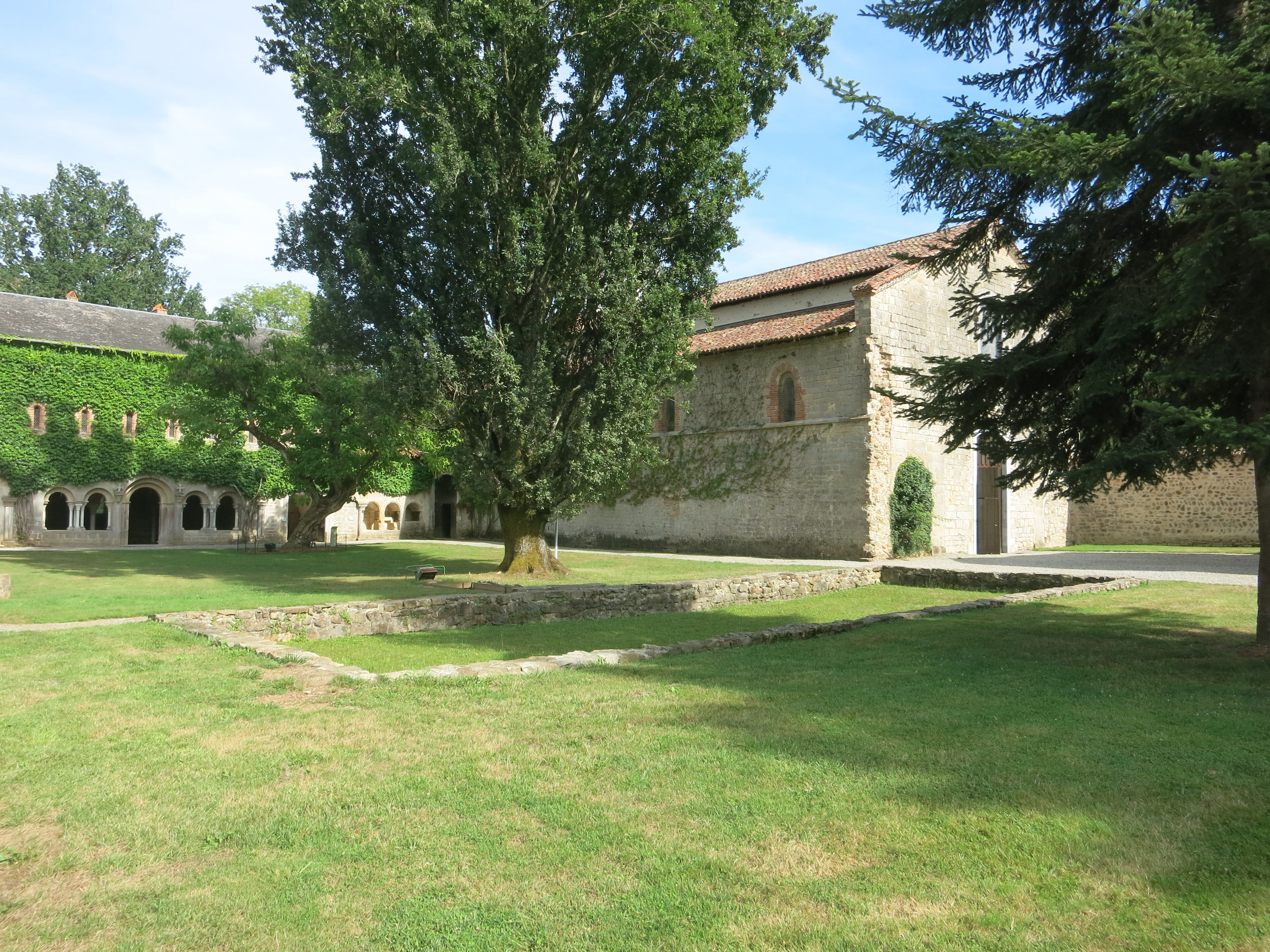
Rest des Kreuzgangs
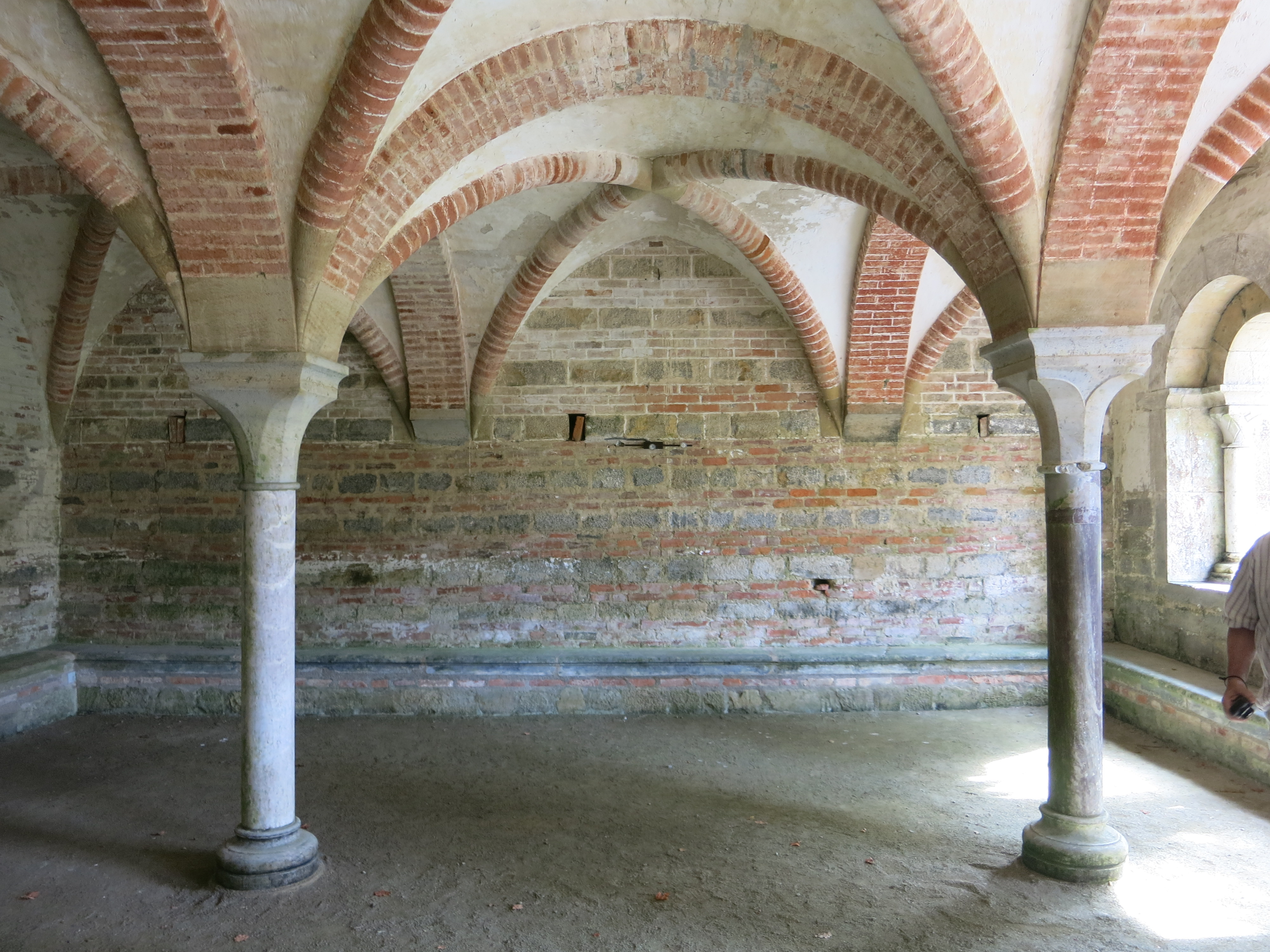
Kapitelsaal